# Xyris lanuginosa
Xyris lanuginosa är en gräsväxtart som beskrevs av Moritz August Seubert. Xyris lanuginosa ingår i släktet Xyris och familjen Xyridaceae. Inga underarter finns listade i Catalogue of Life.